# Iglesia de Nuestra Señora del Rosario (Saint Peter Port)
La Iglesia de Nuestra Señora del Rosario (en inglés: Notre Dame Church, también Our Lady of the Rosary Church o bien en francés: Notre Dame Du Rosaire) es el nombre que recibe un edificio religioso que está afiliado a la Iglesia católica y se encuentra ubicado en la localidad de Saint Peter Port en Guernsey una dependencia de la Corona Británica, parte de las Islas del Canal.
Es un templo que sigue el rito latino o romano y depende de la Diócesis de Portsmouth (Dioecesis Portus Magni) con sede en Inglaterra, Reino Unido. La iglesia fue dedicada originalmente a Santa María y abierta en septiembre de 1829, siendo cerrada temporalmente en 1851 tras la apertura de la Iglesia de San José.
Fue reabierta en 1860 siendo colocada en manos de religiosos franceses y consagrada a Nuestra Señora del Rosario. Fue restaurada entre 1961 y 1962.